# For Unlawful Carnal Knowledge
For Unlawful Carnal Knowledge (также известен как F.U.C.K.) (с англ. — «За Незаконное Плотское Познание») — девятый студийный альбом американской хард-рок группы Van Halen.

## Об альбоме
Название пластинки придумал вокалист группы Сэмми Хагар, который тем самым хотел поднять тему цензуры и пошлости. В конце концов, от первоначального варианта F.U.C.K. пришлось отказаться, однако концертный тур в поддержку альбома носил неофициальное название F.U.C.K. 'n' Live.
For Unlawful Carnal Knowledge подавался как «возвращение» Van Halen к своим хард-роковым корням. В песнях снова стал преобладать гитарный звук, а партии синтезатора теперь заменяются пианино, что можно чётко услышать на самой популярной композиции альбома «Right Now».
For Unlawful Carnal Knowledge получил средние оценки критиков. За этот альбом Van Halen получила премию Грэмми в номинации «Лучшее хард-рок исполнение с вокалом».

## Список композиций
Слова и музыка всех песен — Эдди Ван Хален, Алекс Ван Хален, Сэмми Хагар и Майкл Энтони.
| №                   | Название            | Перевод             | Длительность |
| ------------------- | ------------------- | ------------------- | ------------ |
| 1.                  | «Poundcake»         | Фунтовый Пирог      | 5:21         |
| 2.                  | «Judgement Day»     | Судный День         | 4:38         |
| 3.                  | «Spanked»           | Отшлёпанный         | 4:53         |
| 4.                  | «Runaround»         | Обходной Путь       | 4:20         |
| 5.                  | «Pleasure Dome»     | Купол Удовольствий  | 6:58         |
| Общая длительность: | Общая длительность: | Общая длительность: | 26:10        |

| №                   | Название             | Перевод                     | Длительность |
| ------------------- | -------------------- | --------------------------- | ------------ |
| 6.                  | «In 'n' Out»         | Внутри и Снаружи            | 6:04         |
| 7.                  | «Man on a Mission»   | Мужчина на Задании          | 5:03         |
| 8.                  | «The Dream is Over»  | Сон/Мечта Закончился (-ась) | 3:59         |
| 9.                  | «Right Now»          | Прямо Сейчас                | 5:21         |
| 10.                 | «316» (Инструментал) | 316                         | 1:29         |
| 11.                 | «Top of the World»   | Вершина Мира                | 3:54         |
| Общая длительность: | Общая длительность:  | Общая длительность:         | 25:50        |

## Участники записи
- Сэмми Хагар — вокал
- Эдди Ван Хален — гитара, клавишные, дрель на «Poundcake», фортепиано на «Right Now», бэк-вокал
- Майкл Энтони — бас-гитара, бэк-вокал
- Алекс Ван Хален — ударные

Дополнительные музыканты
- Стив Люкатер — бэк-вокал на «Top of the World»

## Позиции в чартах
| Чарт (1991)              | Наивысшая позиция |
| ------------------------ | ----------------- |
| Australian Albums Chart  | 5                 |
| Austrian Albums Chart    | 21                |
| Billboard 200            | 1                 |
| Canadian Albums Chart    | 4                 |
| Dutch Albums Chart       | 24                |
| German Albums Chart      | 6                 |
| Japanese Albums Chart    | 11                |
| New Zealand Albums Chart | 25                |
| Swedish Albums Chart     | 17                |
| UK Albums Chart          | 12                |